# 러시아 사진 박물관

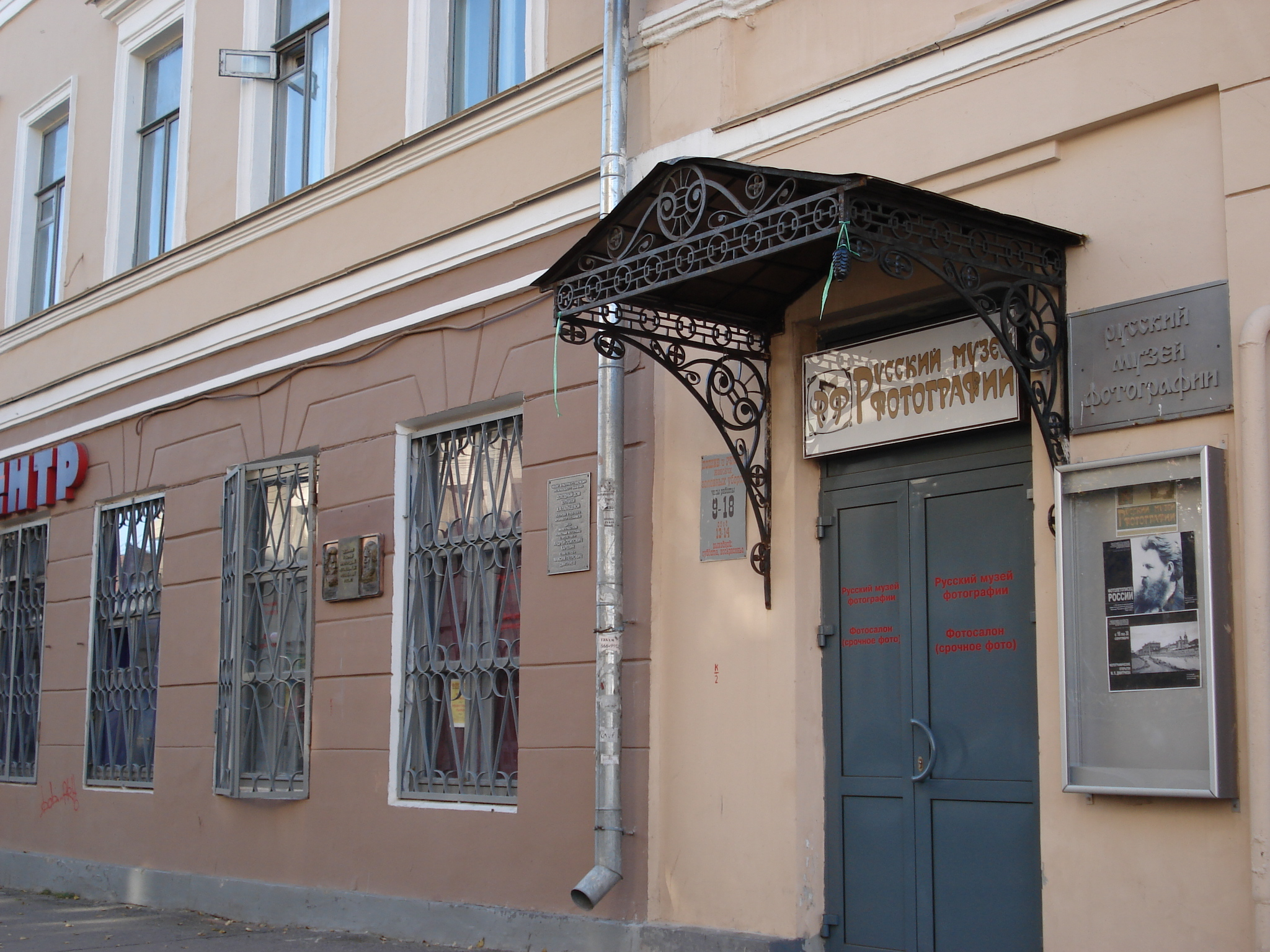
러시아 사진 박물관

러시아 사진 미술관(러시아어: Русский музей фотографии)은 러시아 니즈니노브고로드에 있는 박물관이다.